# M110 자주포
M110 자주포(-自走砲)는 미국에서 개발된 8인치 구경의 자주포이다. 203mm M115 곡사포가 전용 차체에 설치되었다. 사단포병에 배치되었으며, 일반 지원, 대포병사격, 방공 체계 제압 등의 역할을 수행한다. M110은 여러 나라에 수출되었다.

## 개요
냉전 시기 미-소 양측은 군비경쟁을 하고 있었다. 대구경 야전포와 전술 핵포탄도 그 중 하나였다. 미군은 강력한 파괴력과 전술 핵포탄 발사가 가능한 자주포를 원했고 1956년부터 개발이 시작된다. 1961년 M110이라는 명명되어 실전배치되었다. 이에 대응하여 소련도 2S7을 실전배치했다.
M110은 M422와 M753등의 전술 핵포탄을 발사할 수 있다.
미육군에서는 전량 퇴역했다.

## 개량
M110의 일부 문제점을 보완하기 위해서 개량이 이루어졌으며 후속으로 등장한 모델이 M110A1이다.

### M110A1
M2A2 곡사포를 M201 곡사포로 교체하여 장착하여 사거리와 사용 가능 포탄이 증가하였으며 차체를 부분적으로 개량하여 전투능력을 향상시켰다.

## 문제점
대구경 포탄·전술 핵포탄 발사란 목적은 달성했지만, M110은 몇 가지 단점이 있었는데 우선 포탄이 대구경이라서 상대적으로 소구경 곡사포나 야전포에 비해 발사속력이 느렸고 기동성이 좋지 않았다. 또한 사거리가 짧은 것도 문제였는데 155mm M109보다도 짧은 사거리였고 비슷한 소련의 2S7보다도 짧았다.

## 같이 보기
- 2S7
- 메르카바
- T92 자주포
- M109

## 참고 자료
- 《TM 9-2350-304-10》, 1979년 10월